# SBS 스포츠
SBS 스포츠(SBS Sports)는 SBS 미디어넷 계열 스포츠 채널이다.

## 채널 이름 및 로고 변천사

### 채널 이름
- 1995년 3월 1일 ~ 2000년 2월 29일: 한국스포츠TV
- 2000년 3월 1일 ~ 2010년 11월 30일: SBS 스포츠
- 2010년 12월 1일 ~ 2013년 12월 31일: SBS ESPN
- 2014년 1월 1일 ~ 현재: SBS 스포츠

## 아나운서

### 현직

#### 남성
- 조민호
- 이재형
- 한형구
- 이준혁
- 정우영
- 안현준
- 유희종
- 윤성호

#### 여성
- 장유례
- 진달래
- 김세연
- 신예원
- 전채현
- 김민지

### 전직

#### 남성
- 조진성
- 김재형

#### 여성
- 신아영
- 배지현(MBC 스포츠플러스 아나운서로 이직)
- 김민아
- 김세희
- 김남희
- 여의주(KBS NEWS 24 아나운서로 이직)
- 황보미
- 홍재경
- 이지현

## 해설 위원

### 현직
- 축구 - 김동완, 장지현, 이황재 SBS TV/RADIO 리그 1, 쿠프 드 프랑스, J리그
- 피겨스케이팅 - 방상아, 이호정 쇼트트랙 조해리 빙상
- 아이스하키 - 오솔길 아시아리그 아이스하키
- 볼링 - 이재호
- 배구 - 최천식, 이종경, 장소연, 이정철, 최홍석 SBS TV
- 격투기 - 김기태
- 복싱 - 홍수환
- 테니스 - 유진선
- 육상 - 장재근
- 농구 - 박수교
- 족구 - 정천마
- 야구
  - KBO 리그 - 이순철, 이택근, 최원호
  - 고교 야구, 대학 야구 - 이광권 SBS TV/RADIO

### 전직
- 양준혁

## 프로그램
- 베이스볼 S

## 온에어 제공 가능한 곳
유일하게 SBS 홈페이지에서만 가능하며, 매일 새벽 3시부터 익일 자정까지 하루 21시간 정도 온에어 서비스가 가능하다. 다만 저작권 이슈 및 새벽 미실시 시간대인 0시에서 3시 사이의 시간대 등은 이용할 수 없다. 그리고 과거에는 푹에서도 서비스하였지만 WAVVE는 일시적으로 서비스한 적이 있다.

## 경쟁 채널
- KBS N 스포츠
- MBC 스포츠플러스
- SPOTV
- SPOTV2